# Luke Davids
Luke Davids (n. 17 iulie 2001, Cape Town, Africa de Sud) este un sportiv ce a reprezentat Africa de Sud. A participat la competiții asociate Jocurilor Olimpice în care a câștigat o medalie de aur.